# Raschid Karami

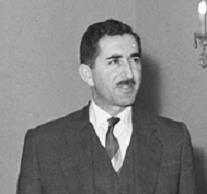
Raschid Karami

Raschid Abdul Hamid Karami (französisch Rachid Karamé, arabisch رشيد كرامي, DMG Rašīd Karāmī; * 30. Dezember 1921 in Mariatta bei Tripoli; † 1. Juni 1987 in Beirut) war ein libanesischer Staatsmann. Er war einer der wichtigsten Politiker des Libanon für mehr als dreißig Jahre und insgesamt achtmal libanesischer Ministerpräsident.

## Hintergrund
Raschid Karami wurde in Mariatta in der Nähe von Tripoli in eine der prominentesten libanesischen Politikerfamilien geboren. Sein Vater Abdul Hamid Karami war 1945 für einige Monate Ministerpräsident und sein jüngerer Bruder Omar Karami war dreimal in dieser Funktion, zuletzt von 2004 bis 2005.
Nach seinem Abschluss an der Universität Kairo in Rechtswissenschaften mit einem Bachelor of Laws in den 1940er-Jahren eröffnete Karami eine Kanzlei in Tripoli. Er wurde 1951 in die Nationalversammlung gewählt, um die Vakanz aufgrund des Todes seines Vaters zu füllen. Im selben Jahr wurde er Justizminister in der Regierung des Ministerpräsidenten Hussein Oueini. 1953 wurde er Minister für Wirtschaft und soziale Angelegenheiten im Kabinett von Aref el-Jafi.
Zwischen 1955 und 1987 war Karami achtmal Ministerpräsident, unter jedem Präsident. Diese Amtszeiten waren von 1955 bis 1956, 1958 bis 1960, 1961 bis 1964, 1965 bis 1966, 1966 bis 1968, 1969 bis 1970, 1975 bis 1976 und von 1984 bis zu seinem Tode. Er war auch mehrmals Außenminister und hatte spannungsgeladene Beziehungen zu den libanesischen Präsidenten, die ihn aufgrund seiner politischen Verbindungen ernannten, trotz grundlegender politische Differenzen.

## Politik
Karami war starker Verfechter der Rechte der libanesischen muslimischen Gemeinschaft, die zu dem Zeitpunkt erstmals die Zahl der Christen in der Geschichte des Libanon überholte. Er versuchte erfolglos, eine größere Vertretung des Muslime in der Nationalversammlung durchzusetzen, wo ihnen 45 Prozent der Sitze zustanden. 1976 vermittelte Karami eine Vereinbarung, die eine gleichmäßige Vertretung herstellte, aber diese wurde niemals umgesetzt (erst im Abkommen von Taif wurde eine Quote von 50:50 festgeschrieben). Eine Konzession, die von christlichen Politikern gemacht wurde, war von 1974 an, dass die vom Präsidenten unterschriebenen Gesetze durch den Ministerpräsident gegengezeichnet werden mussten und demzufolge praktisch ein Vetorecht zubilligte.

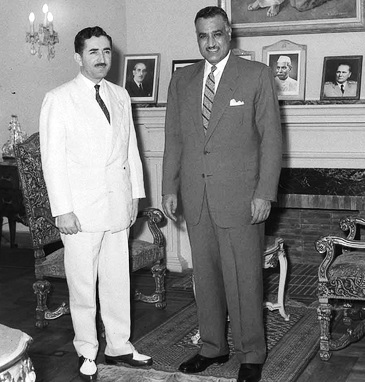
Karami und Nasser 1959

### Libanonkrise 1958
Karami war ein Teil der islamischen Linken in der libanesischen Politik. Während der 1950er-Jahre war er ein Anhänger des Panarabismus des ägyptischen Präsidenten Gamal Abdel Nasser. Er wurde am 19. September 1955 durch Camille Chamoun erstmals zum Ministerpräsidenten ernannt. Im folgenden Jahr hat er sich allerdings mit Chamoun ernsthaft wegen dessen Ablehnung des Abbruchs der diplomatischen Beziehungen mit Frankreich und dem Vereinigten Königreich ob deren Angriff auf Ägypten während der Sueskrise 1956 zerstritten. Er hingegen war gegen Chamoun während der Libanonkrise 1958, einem Aufruhr durch Nasseristen im Mai 1958, die beträchtliche Unterstützung innerhalb der muslimischen Bevölkerung genossen. Er versuchte, die Regierung zu übertölpeln und Libanon in die neue Vereinigte Arabische Republik Syriens und Ägyptens einzubringen. Als im September Chamoun den Aufstand mit Hilfe amerikanischer Truppen eingedämmt hatte, bildete Karami eine Regierung der nationalen Einheit unter dem neuen Präsidenten Fuad Schihab.

### Nahostkonflikt
Karami diente vier weitere Male während der 1960er-Jahre als Ministerpräsident. Während dieser Zeit unterstützte er die Sache der Palästinenser und es wird angenommen, dass er für eine aktivere Rolle des Libanon im Sechstagekrieg 1967 gegen Israel gestritten hat, eine Politik, die von vielen Christen nicht gewünscht war. Wachsende Auseinandersetzungen zwischen den Streitkräften des Libanon und der Palästinensischen Befreiungsorganisation erzwangen im April 1970 seinen Rücktritt, aber schon bald kehrte Karami ins Amt zurück, nachdem eine Vereinbarung zwischen dem Libanon und der PLO unterzeichnet worden war. Im August dieses Jahres wurde allerdings Suleiman Frangieh, ein Feind der Karamis, zum Präsidenten gewählt. Karami trat zurück und sein Nachfolger war Saeb Salam.

## Bürgerkrieg
Der libanesische Bürgerkrieg brach im April 1975 aus. Viel Gruppierungen waren darin verwickelt und die politische und militärische Situation war äußerst komplex, aber vereinfacht gesagt war der Bürgerkrieg im Wesentlichen ein Kampf zwischen zumeist christlichen Milizen (die bekannteste von ihnen war die der Kata’ib-Partei nahestehende Phalange-Miliz) und linken, meist moslemischen Milizen und deren palästinensischen Verbündeten. Der Präsident Frangieh versuchte die Situation zu stabilisieren, entließ den Ministerpräsidenten Rachid Solh und beauftragte am 1. Juli 1975 seinen Gegenspieler Karami, eine Regierung zu bilden. Karami rückte ein wenig von seiner ursprünglich starken Unterstützung der Palästinenser ab und stimmte der Intervention der syrischen Armee im Juni 1976 zu. Trotz Karamis politischer Verbindungen konnte er den Krieg nicht beenden und er trat am 8. Dezember 1976 zurück. Elias Sarkis, der Nachfolger Frangiehs als Präsident seit September, ernannte Selim al-Hoss zum neuen Ministerpräsidenten.
Karami schloss sich mit seinem alten Feind Suleiman Frangieh in den späten 1970er-Jahren zusammen, nachdem Frangieh sich mit dem Führer der Phalangisten Bachir Gemayel zerstritten hatte. Zusammen mit Frangieh und Walid Dschumblat gründete Karami die Nationale Rettungsfront, eine pro-syrische Koalition von Sunniten, Drusen und einigen Christen, meist aus dem Norden des Libanon. Diese Front stand in Opposition zu der Libanesischen Front, einem rechtsgerichteten Bündnis von hauptsächlich christlichen Parteien.
Im April 1984 wurde Karami zum achten Mal Ministerpräsident und saß einer Regierung der nationalen Erneuerung vor. In dieser Periode wuchs der syrische Einfluss als Folge des teilweisen israelischen Rückzuges nach dem Libanonkrieg 1982, dem Karami entschieden abgelehnt hatte. 1986 wies er eine nationale Vereinbarung zur Lösung der libanesischen Krise ab, die nur unter minimaler sunnitischer Beteiligung entworfen worden war. Diese Ablehnung verursachte ein gespanntes Verhältnis mit Präsident Amine Gemayel. Andauernde Problems veranlassten Karami am 4. Mai 1987 zurückzutreten, aber Gemayel weigerte sich, den Rücktritt anzunehmen.

### Attentat auf Karami
Nur einen Monat später wurde Raschid Karami durch eine Bombe in seinem Helikopter getötet. Der Absturz war Teil einer Attentatsserie. Sein Nachfolger wurde Selim al-Hoss. Im Jahre 1999 wurden Samir Geagea und 10 andere Mitglieder der Forces Libanaises, einer christlichen Miliz, welche die Phalange-Miliz absorbiert hatte, des Mordes an Karami angeklagt und zum Tode verurteilt, später wurden diese Strafen in lebenslange Haftstrafen abgemildert. 2005 wurden die Attentäter begnadigt und aus der Haft entlassen.